# Muhammed Ali Doğan
Muhammed Ali Doğan (sinh 10 tháng 8 năm 1995) là một cầu thủ bóng đá Thổ Nhĩ Kỳ thi đấu ở vị trí tiền vệ cho Balıkesirspor. Anh ra mắt Süper Lig vào ngày 2 tháng 3 năm 2014.